# 珀卢塞
珀卢塞（法語：Pelousey，法語發音：[pəluzɛ]）是法国杜省的一个市镇，属于贝桑松区。

## 地理
珀卢塞（47°16'31"N, 5°55'18"E）面积6.18 平方千米，位于法国勃艮第-弗朗什-孔泰大區杜省，该省份为法国东部内陆省份，北起上索恩省，西接汝拉省，东部及东南部与瑞士接壤，东北部与贝尔福地区省接壤。
与珀卢塞接壤的市镇（或旧市镇、城区）包括：莱索克松、绍塞讷、蒙克莱、普耶莱维涅。

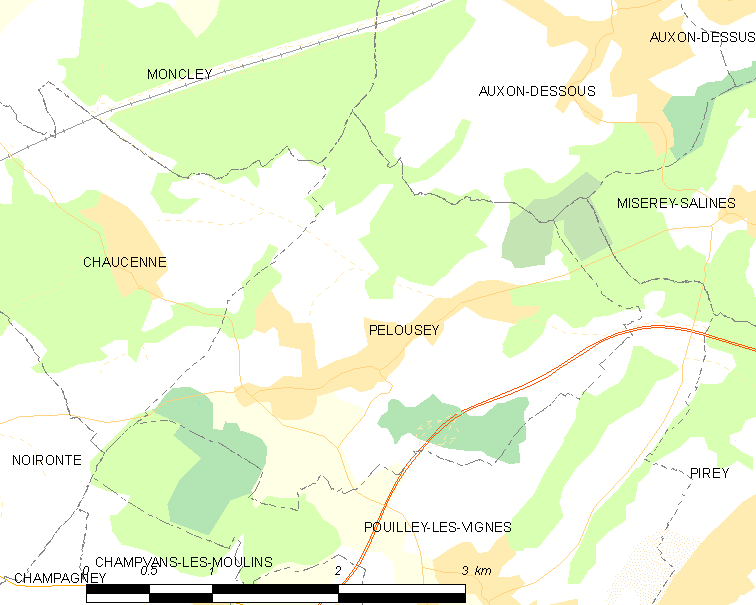
珀卢塞的OSM定位图

珀卢塞的时区为UTC+01:00、UTC+02:00（夏令时）。

## 行政
珀卢塞的邮政编码为25170，INSEE市镇编码为25448。

## 政治
珀卢塞所属的省级选区为贝桑松第二县。

## 人口

1962-2008年间珀卢塞人口变化图示

珀卢塞于2022年1月1日时的人口数量为1588人。